# Linus Hamann
Linus Hamann (* 21. April 1903; † 29. November 1985) war ein deutscher Politiker (KPD/SED) und Kulturfunktionär.

## Leben
Hamann besuchte die Volksschule sowie die Handels- und Gewerbeschule. Er absolvierte einen Lehre zum Handlungsgehilfen und arbeitete anschließend in einem Radebeuler Betrieb.
In den Jahren 1919 bis 1925 war er Vorsitzender der Sozialistischen Arbeiter-Jugend in Radebeul und Dresden. Im Jahr 1919 trat er der Sozialdemokratischen Partei Deutschlands (SPD) bei. 1928 wurde er Mitglied der Kommunistischen Partei Deutschlands (KPD). Von 1929 bis 1933 war er Mitarbeiter der Marxistischen Arbeiterschule (MASCH). Im Jahr 1933 war er Politischer Leiter der KPD Radebeul. Nach der Machtergreifung der Nationalsozialisten wurde er verhaftet und war von Mai bis November 1933 im KZ Hohnstein und in einem Dresdner Gefängnis inhaftiert. 1940 wurde er zum Kriegsdienst bei der Wehrmacht eingezogen. Anfang April 1945 desertierte Hamann.
Hamann gehörte zu den Organisatoren der Antifa in Radebeul und wirkte ab Juni 1945 als Politischer Leiter der KPD des Arbeitsgebietes Radebeul. Hamann unterstützte aktiv die Vereinigung von KPD und SPD und wurde am 1. April 1946 zum paritätischen Kreisvorsitzender der SED Rochlitz gewählt. Von April 1947 bis März 1950 leitete er die Landesparteischule der SED in Ottendorf. Von April 1950 bis April 1954 war er als Referent und Abteilungsleiter für Volksbildung in der Stadtverwaltung Dresden tätig. Ab April 1954 war er Sekretär für Kultur und Erziehung in der Stadtleitung Dresden der SED. Von 1955 bis 1957 war Hamann Sekretär bei der Bezirksleitung Dresden des Kulturbundes, danach Leiter der Stadtmuseen zu Dresden bzw. Städtischen Sammlungen Dresden. Im Jahr 1964 trat Hamann in den Ruhestand.
Sein Nachlass befindet sich im Sächsischen Hauptstaatsarchiv Dresden.

## Auszeichnungen
- Vaterländischer Verdienstorden in Silber (1968) und in Gold (1983)